# Discaria articulata
Discaria articulata là một loài thực vật có hoa trong họ Táo. Loài này được (Phil.) Miers mô tả khoa học đầu tiên năm 1862.